# Alchemilla radicans
Alchemilla radicans é uma espécie de rosácea do gênero Alchemilla, pertencente à família Rosaceae.